# Муравлёв, Юрий Алексеевич
Юрий (Георгий) Алексеевич Муравлёв (8 июля 1927 — 28 сентября 2012) — советский и российский пианист, солист Москонцерта, профессор Московской консерватории, заслуженный артист РСФСР (1981).

## Биография
Брат композитора Алексея Муравлёва (1924—2023).
В 1952 году с отличием окончил Московскую консерваторию (класс фортепиано профессора Г. Г. Нейгауза) (в 1944—1947 годы учился в Свердловской консерватории по классу фортепиано у профессора Б. С. Маранц, по композиции у профессора В. Н. Трамбицкого). 
В 1955 году окончил аспирантуру по специальности «Фортепиано» (руководитель — Г. Г. Нейгауз): 3-я премия на Всероссийском конкурсе исполнителей (1943), Всесоюзном конкурсе музыкантов-исполнителей (1945); лауреат Всемирного фестиваля молодежи в Будапеште (1949) и IV Международном конкурсе пианистов имени Фридерика Шопена в Варшаве (1949), почетный диплом и бронзовая медаль на Международном конкурсе имени В. А. Моцарта в Зальцбурге (1956).
С 1957 по 1967 год — солист Москонцерта.
С 1959 по 1961 год — преподаватель курса специального фортепиано в Государственном музыкально-педагогическом институте им. Гнесиных. С 1967 года — на межфакультетской кафедре фортепиано Московской консерватории. Среди его учеников многие известные музыканты — композиторы, музыковеды, оркестранты (К. Уманский, В. Рябов, Е. Щербаков, Л. Алексеева, О. Комарницкая, И. Палажченко, Ю. Кузнецов, И. Калер и другие).
Скончался 28 сентября 2012 года на 86-м году жизни. Похоронен на Митинском кладбище.